# بورکان‌دول
بورکان‌دول (به لاتین: Burkandul یا Bırkandul یا Brkandul) یک منطقه مسکونی در جمهوری آذربایجان است که در شهرستان لریک واقع شده‌است. بورکان‌دول ۷۷۶ نفر جمعیت دارد.

## ریشه واژه
بیر یا بر در زبان تالشی به‌معنی شاخه توت سیاه یا شاتوت است و کندول به‌معنی جا و مکان توخالی یا حفره یا غار است و معنای کامل آن می‌شود حفره یا دره شاتوت.